# Rudawa (stacja kolejowa)
Rudawa – przystanek osobowy (dawniej stacja) w miejscowości Rudawa, w województwie małopolskim, w Polsce; znajduje się pomiędzy ul. Ludwika Konińskiego a ul. Kolejową, usytuowany jest na kilometrze 51,634 linii kolejowej nr 133, między stacją Zabierzów a przystankiem Pisary (w budowie). Przystanek obsługuje regionalne pasażerskie połączenia kolejowe.

## Ruch pasażerski
| Rok  | Wymiana pasażerska na dobę |
| ---- | -------------------------- |
| 2017 | 300-499                    |
| 2022 | 700-999                    |

## Historia
Otwarcie stacji nastąpiło 13 października 1847, kiedy to pierwszy pociąg prowadzony przez parowóz Kraków wjechał na stację z Krakowa udając się do Mysłowic. W tym też czasie wybudowano budynki stacyjne. Obecnie istnieje tylko jeden z nich (aktualnie mieszkalny); główny budynek został zbombardowany pod koniec II wojny światowej (17 stycznia 1945, przez lotnictwo Armii Czerwonej) i nie został odbudowany.
W 1944 roku Niemcy wybudowali bocznice kolejki wąskotorowej do Młynki w celu przewożenia materiałów do budowy umocnień linii oporu B-1 Stützpunkt Rudawa (po II wojnie światowej została zlikwidowana).
W latach 70. XX w. rozważano wybudowanie bocznicy kolejowej do kamieniołomu w Dubiu, jednakże zaniechano tego pomysłu.
W 2018 r. w ramach modernizacji linii kolejowej nr 133, stację zdegradowano do roli przystanku osobowego.
W okolicy dawnej stacji istnieje podstacja trakcyjna "Rudawa".

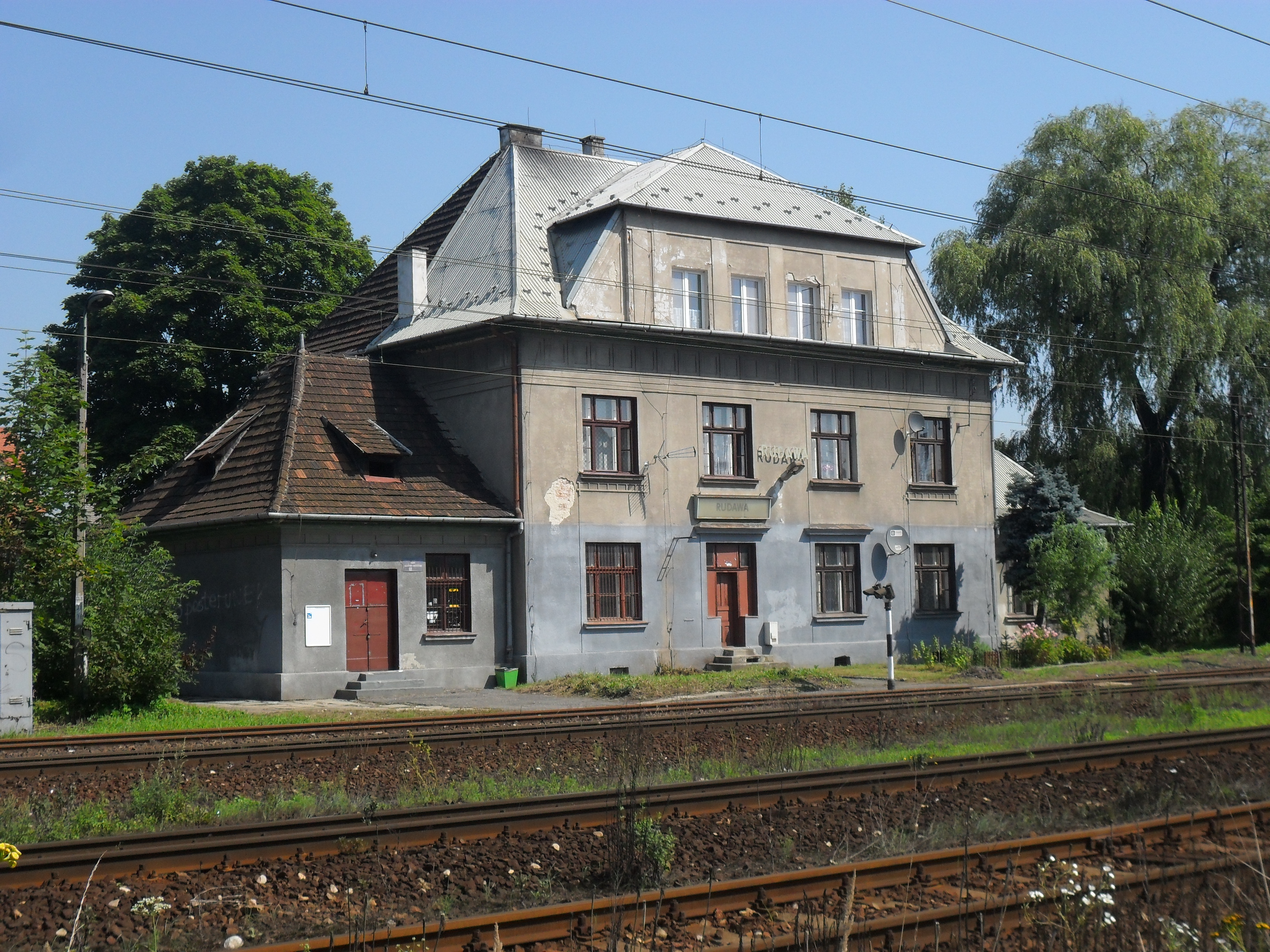
Dworzec Rudawa (2014 r.) - przed degradacją stacji do przystanku

## Ruch pasażerski
Przystanek obsługuje ruch lokalny z Krakowa w kierunku Oświęcimia, Katowic oraz Częstochowy.
Po modernizacji  trasy kolejowej E30 (należącej do Paneuropejskiego Korytarza Transportowego) uruchomiono Szybką Kolej Aglomeracyjną (SKA) z przystankiem w Rudawie, obsługiwaną przez Koleje Małopolskie oraz Polregio (głównie kursy do Krakowa Głównego i Oświęcimia). W ramach prac modernizacyjnych zbudowano perony jednokrawędziowe (boczne) wraz z przejściem podziemnym prowadzącym do peronów, pochylnie dla osób niepełnosprawnych oraz tzw. mała architektura. Stację zdegradowano do roli przystanku osobowego.